# 7846 Сетвак
7846 Сетвак (7846 Setvák) — астероїд головного поясу, відкритий 16 січня 1996 року.
Тіссеранів параметр щодо Юпітера — 3,535.